# Turnê Anti-Herói
A Turnê Anti-Herói foi a segunda turnê do cantor brasileiro Jão, em suporte ao seu segundo álbum de estúdio Anti-Herói (2019). A turnê começou em 26 de setembro de 2019 em Rio de Janeiro e terminou em 1 de fevereiro de 2020 em Rio Grande do Sul. Um álbum ao vivo intitulado Turnê Anti-Herói (Ao Vivo) foi lançado em 28 de julho de 2020.

## Antecedentes

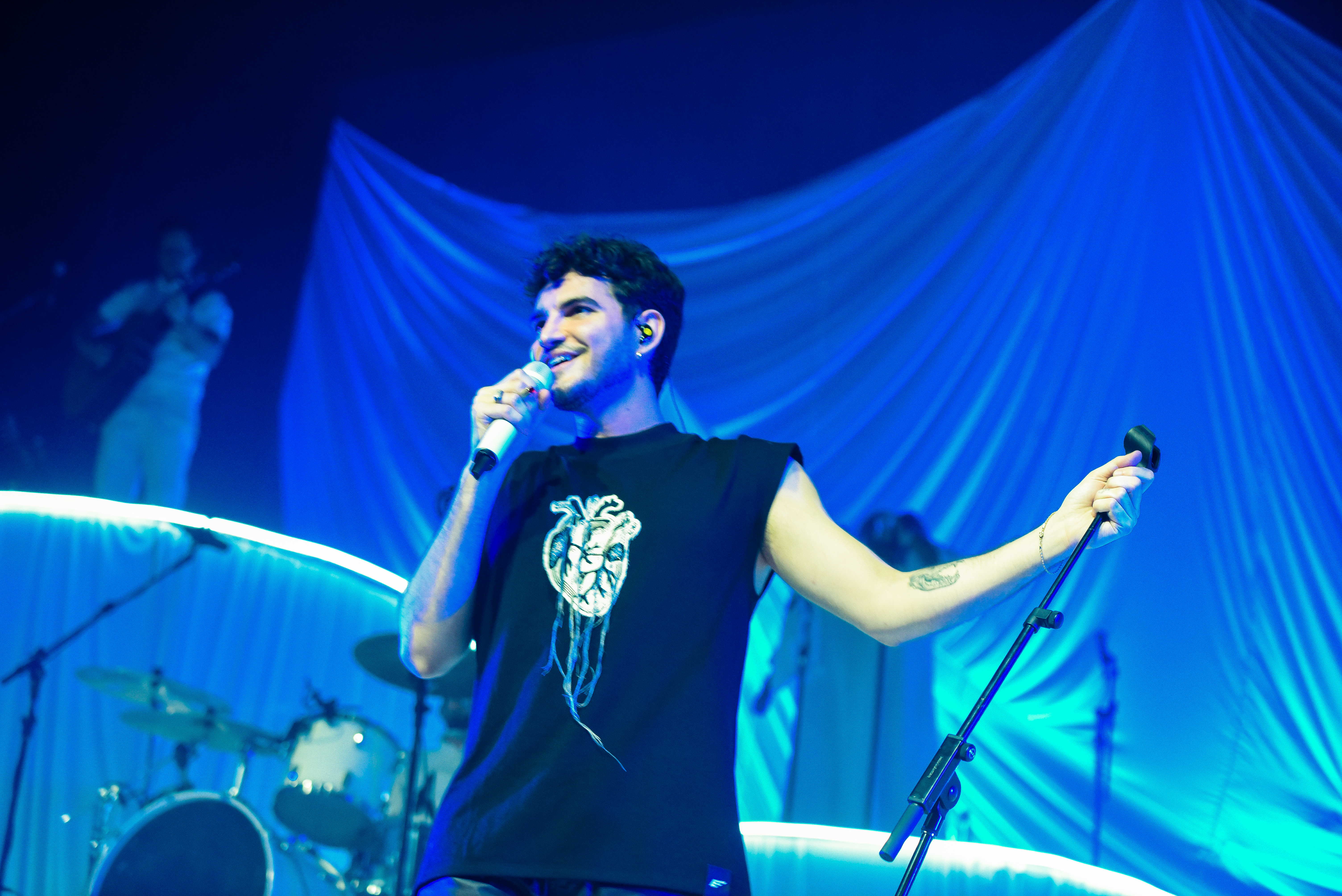
Jão se apresentando em novembro de 2019

Em fevereiro de 2019, Jão afirmou que lançaria seu segundo álbum naquele ano. Em abril de 2019, Jão e Malía lançaram "Dilema" de Escuta, álbum de estreia de Malía. Em maio de 2019, Jão participou de "A Boba Fui Eu", uma canção do álbum ao vivo e terceiro álbum de estúdio de Ludmilla, Hello Mundo. No mesmo mês, ele participou da canção "Andar Sozinho" do segundo álbum de Lagum, Coisas da Geração. Em junho de 2019, Jão apareceu no São João da Thay, organizado pela influenciadora digital brasileira Thaynara OG. No mesmo mês, ele lançou um projeto audiovisual da Turnê Lobos. Jão foi indicado para duas categorias no MTV Millennial Awards 2019, ou seja, Arrasa no Style, e seu single "Me Beija com Raiva" sendo indicado para Clipe do Ano.
Em julho de 2019, Jão lançou o single "Louquinho", inicialmente destinado como o primeiro single de seu segundo álbum. Jão revelou oficialmente o título de seu segundo álbum de estúdio, Anti-Herói, em outubro de 2019. No mesmo mês, Jão lançou "Enquanto Me Beija" como primeiro single do álbum. Anti-Herói foi lançado em 10 de outubro de 2019. No Prêmio Multishow de Música Brasileira 2019, Jão foi indicado em Fiat Argo Experimente. Em novembro de 2019, "Essa Eu Fiz pro Nosso Amor" foi lançada como segundo single do álbum. No Prêmio Contigo! Online 2019, Jão foi indicado em Revelação Musical. Em 10 de outubro de 2019, mesmo dia do lançamento de seu segundo álbum, Anti-Herói, Jão divulgou as primeiras datas da Turnê Anti-Herói.

## Repertório
O repertório abaixo é constituído do primeiro concerto da turnê, realizado em 26 de outubro de 2019 no Rio de Janeiro.
1. "Triste pra Sempre"
2. "Essa Eu Fiz pro Nosso Amor"
3. "Lindo Demais
4. "Me Beija com Raiva"
5. "A Última Noite
6. "Você Vai Me Destruir"
7. "Ainda Te Amo"
8. "Louquinho"
9. "Barcelona"
10. "A Rua"
11. "Hotel San Diego"
12. "Enquanto Me Beija"
13. ":( (Nota de Voz 8)"
14. "Imaturo"
15. "Fim de Festa"
16. "Vou Morrer Sozinho"
17. "VSF"

### Datas
| Data                    | Cidade         | País   | Local                                  |
| ----------------------- | -------------- | ------ | -------------------------------------- |
| 26 de outubro de 2019   | Rio de Janeiro | Brasil | Vivo Rio                               |
| 31 de outubro de 2019   | Ribeirão Preto | Brasil | Theatro Pedro II                       |
| 01 de novembro de 2019  | Belo Horizonte | Brasil | Palácio Das Artes                      |
| 02 de novembro de 2019  | São Paulo      | Brasil | Tom Brasil                             |
| 03 de novembro de 2019  | Uberlândia     | Brasil | Sabiazinho                             |
| 09 de novembro de 2019  | Porto Alegre   | Brasil | Opinião                                |
| 14 de novembro de 2019  | Natal          | Brasil | Teatro Riachuelo                       |
| 16 de novembro de 2019  | Maceió         | Brasil | Teatro Gustavo Leite                   |
| 22 de novembro de 2019  | Maringá        | Brasil | Teatro Marista                         |
| 23 de novembro de 2019  | Curitiba       | Brasil | Ópera de Arame                         |
| 28 de novembro de 2019  | João Pessoa    | Brasil | Teatro Paulo Pontes                    |
| 29 de novembro de 2019  | Recife         | Brasil | RioMar Shopping                        |
| 30 de novembro de 2019  | Caruaru        | Brasil | SENAC                                  |
| 13 de dezembro de 2019  | Paulínia       | Brasil | Teatro Municipal de Paulínia           |
| 14 de dezembro de 2019  | Brasília       | Brasil | Centro de Convenções Ulysses Guimarães |
| 15 de dezembro de 2019  | Goiânia        | Brasil | Teatro SESI                            |
| 16 de janeiro de 2020   | Belém          | Brasil | Gasômetro                              |
| 17 de janeiro de 2020   | Fortaleza      | Brasil | RioMar Shopping                        |
| 18 de janeiro de 2020   | Manaus         | Brasil | Studio 5                               |
| 25 de janeiro de 2020   | Belo Horizonte | Brasil | Estádio do Mineirão                    |
| 26 de janeiro de 2020   | São Paulo      | Brasil | Tom Brasil                             |
| 30 de janeiro de 2020   | Aracaju        | Brasil | Atheneu                                |
| 31 de janeiro de 2020   | Salvador       | Brasil | Teatro Castro Alves                    |
| 01 de fevereiro de 2020 | Xangri-lá      | Brasil | Atlântida                              |